# Malsleben
Malsleben ist ein Ortsteil des Fleckens Bergen an der Dumme im niedersächsischen Landkreis Lüchow-Dannenberg.
Das Dorf liegt drei Kilometer südwestlich von Bergen.

## Geschichte
Für das Jahr 1848 wird angegeben, dass Malsleben zwölf Wohngebäude hatte, in denen 71 Einwohner lebten. Zu der Zeit war der Ort nach Bergen eingepfarrt, wo sich auch die Schule befand.
Am 1. Dezember 1910 hatte Malsleben 52 Einwohner und war eine eigenständige Gemeinde im Kreis Lüchow.